# Municipalità distrettuale di Eden
La municipalità distrettuale di Eden (in inglese Eden District Municipality) è un distretto della provincia del Capo Occidentale  e il suo codice di distretto è DC04.
La sede amministrativa e legislativa è la città di Bredasdorp e il suo territorio si estende su una superficie di 23 323 km² ed in base al censimento del 2001 la sua popolazione è di 454.924 abitanti.

## Geografia fisica

### Confini
La municipalità distrettuale di Eden confina a nord con quella di Central Karoo, a nord e a est con quella di Sarah Baartman (Provincia del Capo Orientale), a sud con l'Oceano Indiano, con quelle di Overberg e Cape Winelands.

### Suddivisione amministrativa
Il distretto è suddiviso in 7 municipalità locali:
- Kannaland
- Hessequa
- Mossel Bay
- George
- Oudtshoorn
- Bitou
- Knysna